# Эвертон (футбольный клуб, Винья-дель-Мар)
«Э́вертон» (исп. Everton de Viña del Mar S.A.D.P.) — чилийский футбольный клуб из города Винья-дель-Мар. Четырежды «Эвертон» становился чемпионом Чили. Из команд, не представляющих столицу страны Сантьяго, «Эвертон» уступает по этому показателю только «Кобрелоа» из Каламы.

## История
Команда была основана 24 июня 1909 года моряками из английского города Ливерпуля. По одной из версий, они назвали команду в честь клуба «Эвертон».
В 2008 году «Эвертон» выиграл чемпионат Чили (Апертура), прервав гегемонию «Коло-Коло», что дало команде право выступить в Кубке Либертадорес 2009.
По итогам сезона 2013/14 «Эвертон» вылетел во Второй дивизион чемпионата Чили. Вернулся в элиту в 2016 году.

## Достижения
- Чемпион Чили (4): 1950, 1952, 1976, Ап. 2008
- Вице-чемпион Чили (2): 1977, 1985
- Обладатель Кубка Чили (1): 1984
- Финалист Кубка Чили (2): 2016, 2021
- Победитель Примеры B Чили (1): 2003

## Стадион
Домашние матчи клуб проводит на стадионе «Саусалито», который был построен в 1929 году. На стадионе проходили матчи чемпионата мира 1962. «Саусалито» принял 8 матчей того первенства, в том числе полуфинал между сборными Чехословакии и Югославии. Также на «Саусалито» игрались матчи Кубка Америки 1991.

## Соперничество
Главным соперником «Эвертона» является клуб «Сантьяго Уондерерс» из города Вальпараисо. Этот город считается старым и бедным, в то время как Винья-дель-Мар, напротив, является богатым местом. Матчи с участием этих команд называются «Портовым класико» (исп. Clásico del Puerto).